# Rosa Montezuma
Rosa Iveth Montezuma Montero (David, Chiriquí,16 de mayo de 1993) es una modelo panameña y ganadora de un concurso de belleza que fue coronada Señorita Panamá 2018 y representó a Panamá en el Miss Universo 2018.

## Biografía
Montezuma nació en David, Chiriquí y creció en Alto Caballero. Está cursando una licenciatura en Informática Educativa y también tiene una licenciatura en Ciencia y Tecnología de Alimentos. Montezuma fue coronada Señorita Panamá 2018 el 7 de junio de 2018 en la Arena Roberto Durán de la Ciudad de Panamá y luego compitió en el Miss Universo 2018. Representó a las Comarcas. Moctezuma representó a Panamá en el certamen Miss Universo 2018 en Bangkok, Tailandia, el 17 de diciembre de 2018, pero no se ubicó entre las 20 mejores.